# ابوسهل ویجن بن رستم کوهی
ابوسهل بیژن بن رستم کوهی یا ابوسهل کوهی (درگذشتهٔ \یرامون ۴۰۵ ه‍. ق) ریاضیدان و ستاره‌شناس ایرانی عضو دارالحکمه در سدهٔ دهم میلادی/چهارم هجری و اهل مازندران بود. دانشنامه ایرانیکا سال ولادت او را حدود ۳۳۰ قمری(۹۴۰میلادی) در کوه دانسته که طبق ابن ندیم در مازندران بوده است.
او کتابی دربارهٔ نواقص مسائل ارشمیدس نوشت و اولین بار اقدام به محاسبه نصف النهار نمود. وی مخترع پرگار تام می‌باشد

## زندگی‌نامه
ابن ندیم سال تولد ابوسهل را ۳۳۰ هجری قمری می‌داند. در کتاب زندگی‌نامه علمی دانشمندان تولدش را ۳۴۹ تا ۳۶۰ می‌دانند. اما باتوجه به شهادت نامه‌ها و آثار بجا مانده از سال ۳۷۸ هجری قمری، سال تولد وی در ۳۳۰ ه‍.ق درست‌تر بنظر می‌رسد. کوه نام دهکده ای در طبرستان بوده است. در بعضی منابع قوهی آمده است به معنای منسوب به قهستان (قوهستان، کوهستان). سکنه دشت نشین مازندران به کسانی که اهل منطقه هزار جریب بودند پسوند کوهی می‌دادند. در مازندران روستا یا منطقه ای بنام کوه وجود نداشته جز اینکه یاقوت حموی در معجم البلدان از دهکده ای بنام کوهیار در طبرستان یاد کرده است. بیشتر مورخین زادگاه وی را از جبال طبرستان می‌دانند.

## فعالیت‌های نجومی
کوهی فعالیت خویش را سال ۳۵۹ ق/۹۷۰ م در شیراز آغاز کرد. به دستور عضدالدوله عبدالرحمان بن عمر صوفی آغاز و احمد بن محمد بن جلیل سجزی و دانشمندانی دیگر با وی همکاری می‌کردند. او در شیراز توانست رصد نقطه‌های صیفی و شتوی (تابستانی و زمستانی) را به دست آورد.
در دوره مأمون برای اولین بار در کوه قیسون دمشق و در شمامیه بغداد رصد خانه ای تأسیس کرده آن را رصد خانه مأمون نام گذاشتند.
پس از آن پسران شاکر در اطراف جسر (پل) بغداد رصد خانه ای بنا کردند و تا قرن چهارم هجری دیگر کسی نتوانست رصد خانه ای تأسیس کند.
ابوریحان بیرونی در کتاب «تحدید النهایات الاماکن» به رصد خانه کوهی در شیراز اشاره کرده که در سال ۳۵۹ قمری به فرمان عضد الدوله، وسایل نجومی چندی را ساخته است که این رصد خانه را دو دهه بعد در بغداد تکرار کرد.
پس از مرگ عضد الدوله، شرف الدوله دیلمی در بغداد جانشین او شد و دستور داد کوهی به بغداد برود. وی تمام اختراعات خود را از شیراز به بغداد آورد و رصد خانه ای در آنجا تأسیس کرد. در باغ قصر بنایی نیم کروی ساختند که قاعده اش به قطر ۲۵ ذراع (تقریبا ۱۲/۵ متر) بود و در مرکز سوراخی در سقف بنا قرار داشت که شعاع‌های خورشید از آن سوراخ وارد شده مدارات یومیه (حرکات روزانه) را رسم می‌کردند.
جمال الدین قفطی در کتاب خود إخبار العلماء بأخبار الحکماء در این مورد می‌گوید: ابوسهل در دارالمملکه (قصر شرف الدوله) به آخر بستان از آن روی باب الخطابین مکانی اختیار کرد و قواعد آن خانه را سخت محکم کرد و آلات رصدیه را که خود مخترع آن بود در آن خانه بر پا داشت.

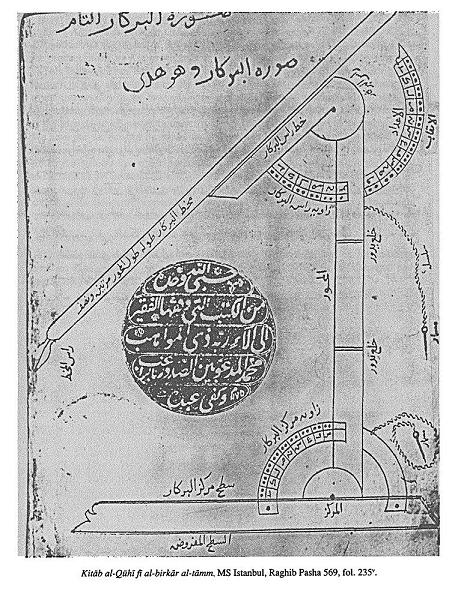
گراور بیژن کوهی

## ابوسهل در کلام دیگران
- جمال الدین قفطی آورده است: ابوسهل کوهی منجم، فاضل کامل و عالم به علم هیئت و و صنعت آلات ارصاد بود. او در هندسه و هیئت معرفتی به کمال داشت و کار را به نهایت رسانیده بود.
- در کتاب نام آوران فرهنگ ایران آمده است: این ریاضی‌دان عالی قدر معاصر ابوعلی سینا و ابوریحان بیرونی و به قولی استاد ابو علی سینا بوده است.
- عمر خیام نیشابوری، ابوسهل را ریاضی‌دان عالی مقام می‌دانست.
- میرزا محمد علی مدرس تبریزی می‌نویسد: قطب الدین بن عز الدین لاری در کتاب «حل و عقد نجوم» بسیاری از عملیات نجوم را از ابوسهل نقل کرده و در دیگر کتب صناعت نیز نام وی به جلالت و عظمت برده شده است و اکثر دانشمندان اعتقاد دارند زیج او منشأ استخراج منجمین بوده است.
- خواجه نصیرالدین طوسی می‌گوید: کوهی مسائلی را حل کرد که ارشمیدوس نمی‌توانست حل کند. ابن هیثم از نوشته‌های کوهی الهام گرفت.
- ابوریحان بیرونی می‌گوید: کوهی علاوه بر اینکه منجمی دقیق و زبردست بوده، در ریاضیات به‌خصوص در هندسه مقام شامخی داشت.
- سارتن نوشته است: کوهی هم خود را مصروف آن عده از مسائلی که ارشمیدوس و آپولونیوس طرح کرده بودند و منجر به معادلات بالاتر از درجه دوم می‌شد، نمود و بعضی از آنها را حل کرد و شرایط قابل حل بودن بعضی از آنها را مورد بحث قرار داد.
- ویکه در مورد کوهی می‌نویسد: از تفحص در آثار ریاضی وی معلوم می‌شود که او در ریاضیات شخصیتی بارز دارد به‌خصوص در هندسه استاد و زبردست بوده و عده ای از بزرگ‌ترین ریاضی دانان دوره اسلامی به آثار و تالیفات او استناد و اشاره کردند.
- غیاث الدین جمشید ثانی رساله ای «موسوم به تقسیم کره به سطوح مستوی» نوشت در مقدمه آن می‌گوید پیش از این تنها ابوسهل کوهی در این باره کتابی دارد.
- طاهری شهاب در کتاب تاریخ ادبیات مازندران می‌گوید: ابوسهل کوهی در زمان سلاطین آل بویه و عضد الدوله به فن نجوم و مایتعلق بها سرآمد اقران و امائل خویش بود و بر دیگر فضلا رتبه تقدم و برتری داشت.[۷]

## پرگار تام
یکی از ابزارهایی که اختراع کرد پرگار تام است که به کمک آن می‌توان خطوط و دایره و بیضی و هذلولی و سهمی را ترسیم کرد. ابوریحان بیرونی در رساله «استیعاب الوجوه الممکنه فی صنعه الاسطرلاب» از «کتاب پرگار تام» کوهی نام برده و نوشته است که «شیخ ابوسهل ویجن بن رستم کوهی، رساله ای دربارهٔ ساختن و بکار بردن پرگار تام نوشته است که در آن روش ترسیم مقاطع مخروطی را بیان کرده است».
این پرگار با پرگارهای عادی دارای شباهت و تفاوت‌هایی می‌باشد. از جمله شباهت آن دو می‌توان به داشتن دو شاخه اشاره کرد. اما از تفاوت‌های آنها، اینکه شاخه اول پرگار تام را می‌توان با زاویه دلخواه نسبت به صفحه کاغذ تنظیم کرد که این شاخه به محور مخروط مربوط می‌شود و کوهی آن را «محور پرگار» نامیده است. شاخه دوم خود از یک لوله مستقیم و قلم تشکیل شده است که قلم می‌تواند درون لوله بلغزد این شاخه می‌تواند نسبت به محور، با زاویه دلخواه ثابت شود. طبق شکل اگر شاخه دوم حول محور بچرخد، بر روی صفحه یک مقطع مخروطی ترسیم می‌شود.

## محاط ۵ ضلعی متساوی الاضلاع در مربع
کوهی یک ۵ ضلعی متساوی الاضلاع را در یک مربع محاط کرد که منجر به حل معادله ای درجه چهارم شد.

## محاط هفت ضلعی متساوی الاضلاع در دایره
موضوع کتاب رساله فی استخراج ضلع المسبع فی الدائر می‌باشد.

## مجسمه ۷ قطر

تصویر مجسمه ۷ ریچارد سرا در مقابل موزه هنرهای اسلامی دوحه قطر و ۷ ضلعی محاط شده در دایره

ریچارد سرا مجسمه‌ساز آمریکایی مجسمه ۷ را با ۸۰ فوت ارتفاع، در دوحه در مقابل موزه هنرهای اسلامی قطر در سال ۲۰۱۱ ساخت.
ایدهٔ ساخت این مجسمه عظیم را باتوجه به باور بر مقدس بودن عدد ۷ و همچنین محاط کردن ۷ ضلعی در دایره توسط کوهی در کتاب رساله فی استخراج ضلع المسبع فی الدائر ذکر کرده است.
اثر از ۷ ورق فولادی در قالب یک ۷ ضلعی منتظم ساخته شده است.

## آثار
پروفسور جان لین برگرن(John L. Berggren) ریاضی‌دان و استاد دانشگاه سایمون فریزر و نویسنده آثاری دربارهٔ ریاضیات اسلام قرون وسطی بر این باور است که شماری از آثار کوهی مفقود شده‌اند.
آثار برجای مانده:
- رساله فی استخراج مساحه الجسم المکانی (رساله در باب یافتن مساحت جسم مکانی) (وی در این رساله راه حلی ارائه کرد که تا اندازه‌ای واضح‌تر و ساده‌تر از راه حل ارشمیدس است)
- رساله فی البرکار التام و العمل به (رساله پرگار کامل و شیوهٔ کار آن)
- رساله فی معرفت مایری من السما و البحر (رساله شناخت آنچه از آسمان و دریا دیده می‌شود)
- رساله فی استخراج ضلع المسبع فی الدائر (رساله در مورد محاسبهٔ ضلع هفت‌ضلعی در دایره)
- المسائل الهندسه (پرسمان‌های هندسی)
- زیادات لکتاب اقلیدس فی المعیات (افزوده‌ها بر کتاب اقلیدس در مورد مقدمات)
- مراکز الاکر (مراکزی که از آن کرات مشاهده می‌شوند)
- اخراج الخطین (محاسبهٔ دو خط)
- صنعت الاسطرلاب (ساخت اسطرلاب)
- استخراج سمت القبله (یافتن جهت قبله)
- تقسیم الکره بسطوح مستویه (تقسیم کره به سطوح مسطح)
- دوایر حماسه (دایره‌های حماسی)